# 松井みどり (翻訳家)
松井 みどり（まつい みどり、1948年7月2日 - ）は、日本の翻訳家。
東京都生まれ。東京教育大学英文科卒。高校で教えたあと、ロバート・ホワイティングの日本の野球・相撲に関するエッセイを翻訳し、翻訳家となる。犬好きでもあり、裏千家の茶道師範でもある。

## 翻訳
- 『イン・アンド・アウト』（リー・タロック、新潮社） 1991
- 『言わせてもらえば』（アンナ・クィンドレン、文芸春秋） 1993
- 『こうのとりクラブ』（アイリス・レイナー・ダート、筑摩書房） 1994
- 『ザ・ビートルズ イン・ザ・ビギニング』（ハリー・ベンソン写真・文、リブロポート） 1994
- 『Kissの本』（ウィリアム・ケイン、NTT出版） 1995
- 『フィフティ・パーセント・オフ』（カレン・サルマンソン、講談社） 1996
- 『マヤ、ある犬との別れ』（マーティン・スコット・カズンズ、講談社） 1997
- 『災害救助犬が行く』（ハンク・ホイットモア, キャロライン・ヒーバード、新潮文庫） 1998
- ネヴァダ・バー「アンナ・ピジョン=シリーズ」

『死を運ぶ風』（小学館文庫） 1999
『女神の島の死』（小学館） 2003
- 『動物ウソ?ホントの話』（ロルフ・ハリス, マーク・リー, マイク・レイピーン、新潮文庫） 1999
- 『来年があるさ』（ドリス・カーンズ・グッドウィン、ベースボール・マガジン社） 2000
- 『ココロとカラダが気持ちよくなる100+1』（キャシー・ホプキンス、ベースボール・マガジン社） 2001
- 『靴で男を見分ける法』（キャスリーン・アイズマン著・イラスト、文藝春秋） 2003
- 『犬と歩けば恋におちる』（レスリー・シュヌール、文春文庫） 2004
- 『ムーン・コテージの猫たち』（マリリン・エドワーズ、研究社） 2005
- 『七番目のユニコーン』（ケリー・ジョーンズ、文春文庫） 2006
- 『ダメ犬だからおもしろい』（ジョン・グローガン、ランダムハウス講談社） 2008

### ロバート・ホワイティング
- 『ニッポン野球は永久に不滅です』（ロバート・ホワイティング、筑摩書房、ちくまぶっくす） 1985、のち文庫
- 『ジェシーとサリー ガイジン力士物語』（ロバート・ホワイティング、筑摩書房） 1986、のち改題『ガイジン力士物語 小錦と高見山』（ちくま文庫）
- 『日米野球摩擦』（ロバート・ホワイティング、朝日新聞社） 1990
- 『さらばサムライ野球』（ウォーレン・クロマティ, ロバート・ホワイティング、講談社） 1991、のち文庫
- 『菊とバット』（ロバート・ホワイティング、文春文庫） 1991　のち完全版（早川書房）
- 『ベースボール・ジャンキー』（ロバート・ホワイティング、朝日新聞社） 1991
- 『Tokyoジャンキー 東京中毒』（ロバート・ホワイティング、朝日新聞社） 1993
- 『日出づる国の「奴隷野球」 憎まれた代理人・団野村の闘い』（ロバート・ホワイティング、文藝春秋） 1999、のち改題『海を越えた挑戦者たち』（角川文庫）
- 『東京アンダーワールド』（ロバート・ホワイティング、角川書店） 2000、のち文庫
- 『東京アンダーワールド 2　東京アウトサイダーズ』（ロバート・ホワイティング、角川書店） 2002、のち文庫
- 『イチロー革命 日本人メジャー・リーガーとベースボール新時代』（ロバート・ホワイティング、早川書房） 2004、のち改題『世界野球革命』（ハヤカワ文庫）
- 『野球はベースボールを超えたのか』（ロバート・ホワイティング、ちくまプリマー新書） 2006
- 『メジャーリーグ とても信じられない話』（ロバート・ホワイティング、文藝春秋） 2008
- 『野茂英雄 日米の野球をどう変えたか』（ロバート・ホワイティング、PHP新書） 2011

### テリー・マクミラン
- 『ため息つかせて』（テリー・マクミラン、新潮文庫） 1993
- 『えくぼ消さないで』（テリー・マクミラン、新潮文庫） 1995
- 『ママ!』（テリー・マクミラン、新潮文庫） 1996
- 『ステラが恋に落ちて』（テリー・マクミラン、新潮文庫） 1998